# Zhang Boling
Dans ce nom chinois, le nom de famille, Zhang, précède le nom personnel Baoling.
Zhang Boling (chinois simplifié : 张伯苓 ; chinois traditionnel : 張伯苓 ; pinyin : Zhāng Bólíng ; Wade : Chang Po-ling) (5 avril 1876 à Tianjin – 23 février 1951 à Tianjin) était le fondateur de l'université de Nankai et de son lycée.

## Biographie

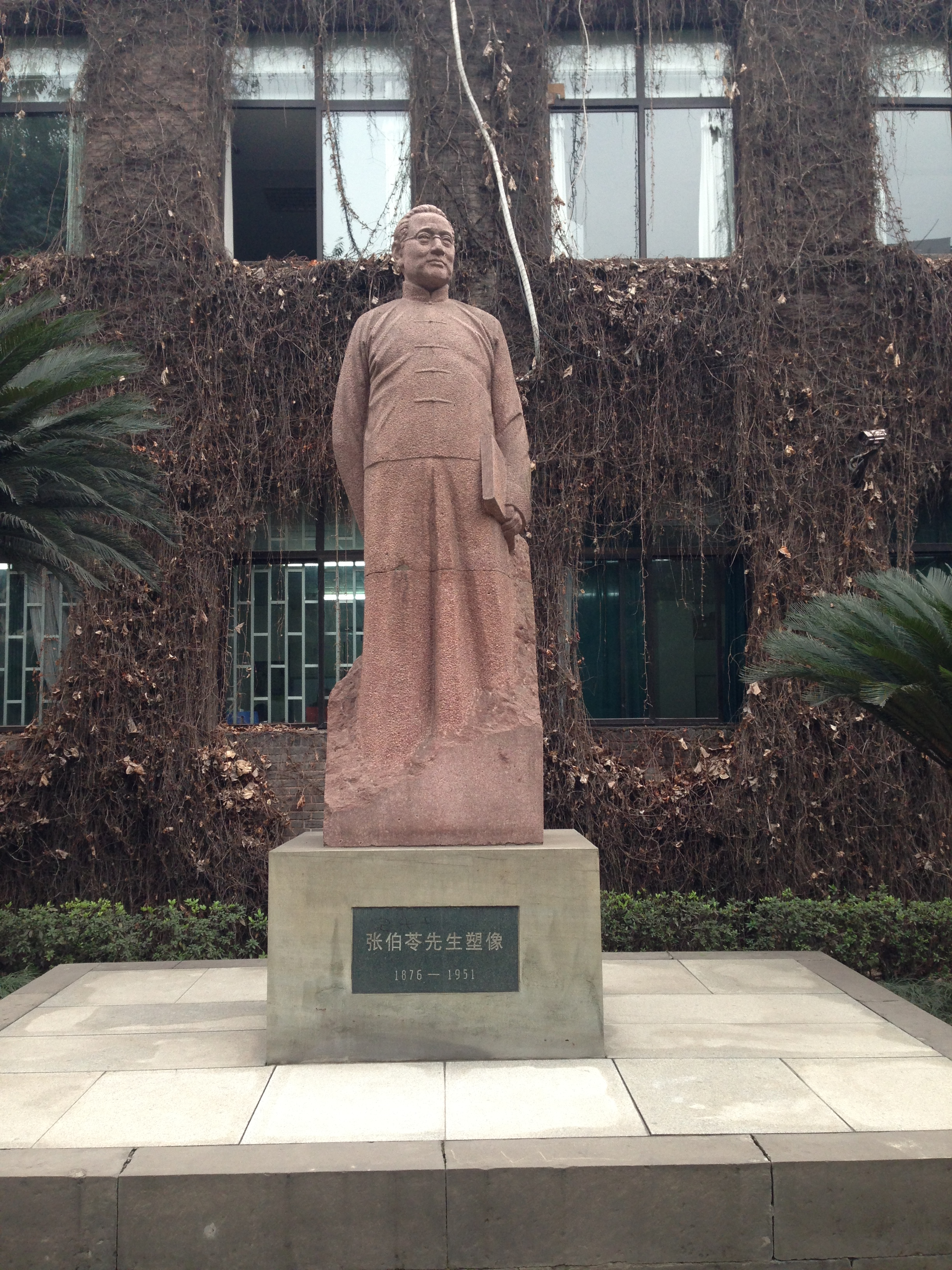
Statue de Zhang Boling.

Zhang Baoling est né à Tianjin en 1876 durant les dernières années de la dynastie Qing. Son frère cadet était P. C. Chang, un philosophe et diplomate. Il était un cadet officier dans la flotte de Beiyang, mais il abandonne son entraînement après que celle-ci ait été détruite au cours de la première guerre sino-japonaise. Il est ensuite élève et diplômé de l'université Saint-Jean à Shanghai.
Après plusieurs années d'enseignement, il organise une récolte de fonds pour un lycée privé, le lycée de Nankai, à Tianjin en 1904. En 1917 il étudie brièvement au Teachers College à l'université Columbia aux États-Unis. Il y subit l'influence de l'éducateur et réformateur américain John Dewey. Par la suite, il agrandit son lycée pour en faire une université, l'université de Nankai (chinois simplifié : 南开大学 ; chinois traditionnel : 南開大學 ; pinyin : Nánkāi Dàxué), en 1919. Sous la direction de Zhang Boling, l'université continue sa croissance pendant quelques années et devient une des plus prestigieuses universités en Chine.
Il est connu pour l'importance qu'il porte à l'athlétisme, qu'il pense être le remède pour la Chine de se défaire de son image d'« homme malade de l'Asie » au début des années 1900. Selon lui, « seul un bon sportif peut être un bon enseignant. » Il met en place un certain nombre de rencontres sportives nationales et est un précurseur du Comité olympique chinois moderne. Il fonde également plusieurs autres institutions plus petites, dont un lycée pour filles (1923), une école primaire expérimentale (1928), un institut d'économie (1927) ou un institut de chimie (1932).
Au cours des années 1930, il anticipe la possibilité d'une guerre avec le Japon et prend des dispositions pour déménager l'université et le lycée de Nankai de Tianjin vers l'intérieur de la Chine. Pour cela, il fonde le lycée de Nankai de Chongching en 1936. Lorsque la seconde guerre sino-japonaise éclate le 7 juillet 1937, Zhang Baoling déménage ses écoles de Nankai vers Changsha dans la province du Hunan.
Alors que l'armée japonaise progresse à l'intérieur de la Chine, Zhang Baoling organise un second transfert vers Kunming dans la province du Yunnan en 1938. À Kunming, l'université de Nankai est rejointe par l'université de Pékin et l'université de Tsinghua qui forment l'université nationale associée du sud-ouest (國立西南聯合大學，国立西南联合大学), dont le but est de continuer à former les meilleurs étudiants de Chine jusqu'à la fin de la guerre en 1945. Après cela, l'université de Nankai retourne à Tianjin.
Zhang Boling meurt à Tianjin en 1951.